# Heinz Riedt
Heinz Riedt (geboren am 20. August 1919 in Berlin; gestorben am 3. Januar 1997 auf Procida, Italien) war ein deutscher Italianist, Partisan und Übersetzer.

## Leben

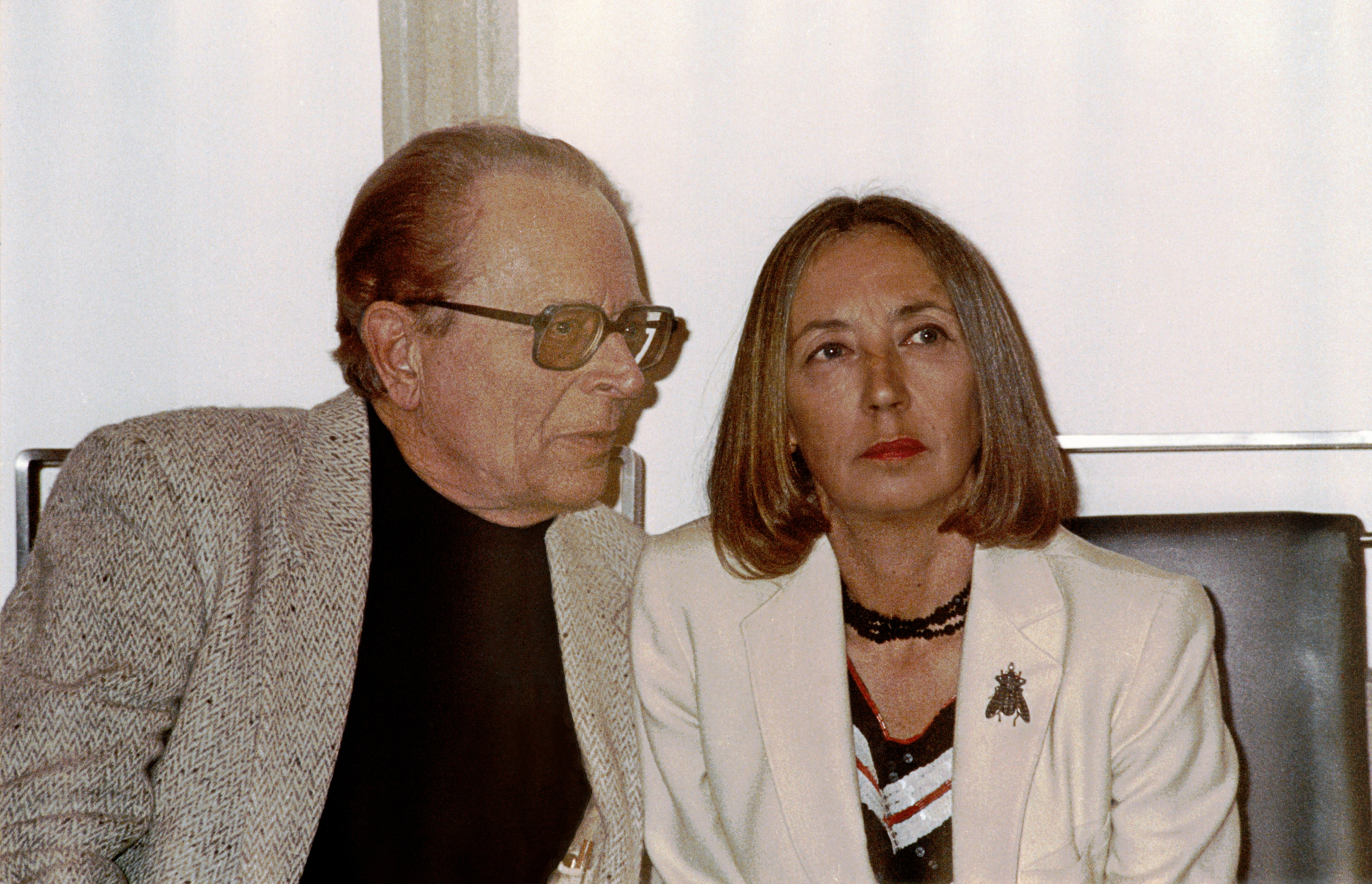
Heinz Riedt mit Oriana Fallaci (Köln, 1987)

Nach dem Besuch des deutschen humanistischen Gymnasiums in Berlin studierte er Staatswissenschaften, Kunst- und Literaturgeschichte in Padua und widmete sich seinem Spezialgebiet, den Werken von Carlo Goldoni.
Im Zweiten Weltkrieg konnte er sich der Wehrmacht entziehen, indem er 1941 einen Militärarzt von seiner Dienstuntauglichkeit überzeugte. 1943 schloss er sich einer der Giustizia e Libertà nahestehenden Partisanengruppe um Otello Pighin  an, wo er unter dem Decknamen Marino Informationen sammelte und Gefangenenaustausche vorbereitete. Er wahrte dabei stets den Schein, Student in Padua zu sein. Der SS entkam er, weil er dieser nur unter seinem Decknamen bekannt war.
Laut Primo Levi bezeichnete Heinz Riedt sich selbst als „ungewöhnlichen Deutschen“: Er sei kein Nationalist gewesen. Seinen Einsatz für die Partisanen hielt er für eine Selbstverständlichkeit. Levi schreibt: „Er war nicht im Zweifel gewesen, er fühlte sich eher als Italiener denn als Deutscher, als Partisan und nicht als Nazi, allerdings war ihm bewußt, was er riskierte: Mühen, Gefahren, Argwohn und Schwierigkeiten. Hätten die Deutschen ihn gefangen (und er war informiert worden, daß die SS auf seiner Fährte war), hätte das einen grausamen Tod bedeutet; darüber hinaus, in seinem Land, die Einstufung als Deserteur und vielleicht sogar als Verräter.“
Nach dem Krieg kehrte er nach Deutschland zurück. 1950 ging er nach Berlin, um am Berliner Ensemble mitzuarbeiten, später lebte er als Übersetzer in München. In den 1990er Jahren siedelte er auf die vor Neapel gelegene Insel Procida über, wo er 1997 starb.

## Werk
Heinz Riedt übersetzte weit über hundert Titel italienischer Autoren. Einer der wichtigsten war Primo Levi, mit dem ihn auch eine persönliche Freundschaft verband. Ferner übertrug er Werke von Italo Calvino, Carlo Collodi, Carlo Emilio Gadda, Carlo Goldoni, Tommaso Landolfi, Gavino Ledda, Alessandro Manzoni, Luigi Pirandello und anderen.
Als Band 24 der Reihe Friedrichs Dramatiker des Welttheaters erschien 1967 seine Monographie von Carlo Goldoni.
Für seine übersetzerische Arbeit wurde er mit dem Premio Montecchio, dem Wieland-Preis und dem Premio Monselice ausgezeichnet; des Weiteren wurde er zum Commendatore der Republik Italien ernannt. Der deutsche Romanist Hartmut Köhler urteilte: „Riedt hat die deutsche Übersetzungskultur um meisterliche Beiträge bereichert.“